# Wolfgang Kieling
Wolfgang Kieling (né le 16 mars 1924 à Berlin-Neukölln, mort le 7 octobre 1985 à Hambourg) est un acteur allemand.

## Biographie
Kieling grandit avec son beau-père, un maître tailleur, et a une première expérience artistique en tant qu'enfant de chœur. Il commence au cinéma à l'âge de huit ans dans Maria, die Magd (de). Après une formation à l'art dramatique auprès d'Albert Florath, il débute au théâtre. Pendant la Seconde Guerre mondiale, il fait son service militaire, est blessé puis reste jusqu'en 1949 dans un camp de prisonniers russe.
Il revient au théâtre d'abord à Berlin-Ouest, puis en 1953 à Bâle. De 1954 à 1957, il joue dans les films de la société est-allemande DEFA. Il revient à l'ouest et apparaît à la télévision en 1960. Il se fait remarquer à l'international dans son rôle d'un agent de la Stasi dans le film d'Alfred Hitchcock, Le Rideau déchiré.
En 1965, Kieling reçoit le Prix du film allemand du meilleur acteur pour son rôle dans Polizeirevier Davidswache (de). Il vend sa récompense pour soutenir l'opposition à la guerre du Viêt Nam. En 1966, il reçoit aussi la Goldene Kamera pour Geschlossene Gesellschaft mais renvoie ce prix.
Il revit à Berlin-Est de 1968 à 1970 puis retourne à l'ouest. Kieling est toujours critique avec la politique occidentale, mais ne trouve pas sa place dans la société orientale.
Dans les années 1970, il tourne essentiellement pour la télévision. Il est récompensé en 1973 pour Im Reservat. En 1977, il tient le rôle-titre de Der Anwalt (L'Avocat) durant deux saisons. Il fait aussi de nombreux doublages et de fictions radios.
Kieling s'est marié quatre fois. Il s'est séparé de l'actrice Jola Jobst après deux ans d'union. Avec sa seconde épouse, Gisela Uhlen, aussi une actrice, il a une fille, Susanne, qui deviendra actrice. Avec sa troisième épouse, la sculptrice Johanna Göllnitz, il a Annette. Après cela, il se marie à la jeune actrice Monika Gabriel (de), qu'il rencontre lors de son second séjour en RDA, et qui le suit à l'ouest. D'une brève liaison avec l'actrice Ingrid Rentsch durant son premier séjour en RDA, il a un fils Florian Martens (de) qui deviendra acteur. Wolfgang Kieling est le grand-oncle du réalisateur de documentaires animalier Andreas Kieling (de).
En raison de problèmes de santé avec ses yeux, Kieling se fait opérer plusieurs fois, puis il est atteint d'un cancer dont il meurt à l'hôpital de Hambourg à l'âge de 61 ans. Il est enterré au cimetière d'Ohlsdorf, dans la ville.

## Filmographie
| - 1936 : Guten Abend, gute Nacht - 1936 : Hier irrt Schiller - 1936 : Maria, die Magd (de) - 1937 : Heimweh - 1937 : Kreutzersonate - 1938 : Altes Herz geht auf die Reise - 1938 : Femmes pour Golden Hill - 1938 : Klimbusch macht Wochenende - 1938 : Träume sind Schäume - 1939 : Le Voyage à Tilsit (de) - 1940 : Scandale à Vienne - 1940 : Herz geht vor Anker - 1940 : Seitensprünge - 1941 : Jenny und der Herr im Frack - 1941 : Krach im Vorderhaus - 1953 : Kopf oder Zahl (TV) - 1956 : Damals in Paris - 1956 : Genesung - 1957 : Dupés jusqu'au Jugement dernier - 1958 : Der Mann, der nicht nein sagen konnte - 1959 : Arzt ohne Gewissen - 1960 : Agatha, laß das Morden sein! - 1961 : Die Sendung der Lysistrata - 1961 : La Mystérieuse Madame Cheney - 1961 : Le Jeu de l'assassin (de) - 1962 : Der rote Hahn (TV) - 1962 : Montserrat (TV) - 1962 : Zahlungsaufschub (TV) - 1963 : Dantons Tod (TV) - 1963 : Der Belagerungszustand (TV) - 1963 : Ein ungebetener Gast (TV) - 1963 : Hedda Gabler (TV) - 1963 : Heute kündigt mir mein Mann - 1963 : Mirandolina (TV) - 1964 : Bericht von den Inseln (TV) - 1964 : Der Traum des Eroberers (TV) - 1964 : Die Physiker (de) (TV) - 1964 : Die Zeit der Schuldlosen (de) - 1964 : König Richard III (TV) - 1964 : Polizeirevier Davidswache (de) - 1964 : Das Haus in der Karpfengasse - 1965 : 001 destination Jamaïque (en) - 1965–1967 : Das Kriminalmuseum (série télévisée) - 1965 : Der Sündenbock (TV) - 1965 : Die Banditen vom Rio Grande (de) - 1965 : Duell vor Sonnenuntergang (de) - 1965 : Exil (TV) - 1965 : Hotel der toten Gäste (de) - 1965 : Le congrès s'amuse - 1966 : Das Abgründige in Herrn Gerstenberg (TV) - 1966 : Geschlossene Gesellschaft (TV) - 1966 : Standgericht (TV) - 1966 : Le Rideau déchiré - 1967 : La Maison des mille poupées (La casa de las mil muñecas) de Jeremy Summers - 1967 : Fliegender Sand (TV) - 1967 : Deux billets pour Mexico - 1967 : Au diable les anges - 1967 : Pension Clausewitz de Ralph Habib - 1967 : La Vengeance de Fu Manchu - 1968 : Amsterdam Affair - 1968 : Im Banne des Unheimlichen - 1968 : Tuvia Vesheva Benotav | - 1969 : Das siebente Jahr - 1969 : Jungfer, Sie gefällt mir (de) - 1970 : Aus unserer Zeit - 1970 : Jeder stirbt für sich allein (TV) - 1970 : Kannibalen (TV) - 1971 : Dollars - 1971 : Der Fall Jägerstätter (TV) - 1971 : Goya, l'hérétique (Goya - oder Der arge Weg der Erkenntnis) de Konrad Wolf - 1972 : Liberté à Brême (TV) - 1972 : Dem Täter auf der Spur (de): Ohne Kranz und Blumen (série télévisée) - 1972 : L'Employée (TV) - 1972 : Der Eisberg der Vorsehung - 1972 : Tatort : Strandgut (série télévisée) - 1972 : Der Todesrächer von Soho - 1972 : Sonderdezernat K1 (série télévisée) - 1972 : Das letzte Paradies (TV) - 1973 : Bauern, Bonzen und Bomben (de) (TV) - 1973 : Einladung zur Enthauptung (TV) - 1973 : Im Reservat (TV) - 1973 : Immobilien (TV) - 1973-1985 : 1, rue Sésame (voix allemande de Bert) - 1974 : Inspecteur Derrick : Le Chemin à travers bois (de) (1er épisode de la série télévisée) - 1974 : Härte 10 (série télévisée) - 1974 : Zwischenstationen (série télévisée) - 1975 : Baby Hamilton oder Das kommt in den besten Familien vor (TV) - 1975 : Lichtspiele am Preussenkorso (TV) - 1976 : Bei Westwind hört man keinen Schuß (TV) - 1976 : Listen to My Story - 1977–1978 : Der Anwalt (série télévisée) - 1977 : Die Kette (TV) - 1978 : Friedrich Schachmann wird verwaltet (TV) - 1978 : Meine dicke Freundin (TV) - 1979 : Der Sturz - 1979 : Tatort – Schweigegeld (TV) - 1979 : Die Magermilchbande (TV) - 1979 : Wo die Liebe hinfällt (TV) - 1980 : Ein Guru kommt (en) (TV) - 1981 : L'Exil (TV) - 1981 : Le Roi et son fou (de) (TV) - 1981 : Der Spot oder Fast eine Karriere (de) (TV) - 1981 : O du fröhliche: Besinnliche Weihnachtsgeschichten (TV) - 1981 : Das Traumschiff (de) (série télévisée) - 1982 : Kreisbrandmeister Felix Martin (série télévisée) - 1982 : Krimistunde (série télévisée) - 1985 : Hellseher wider Willen (série télévisée) - 1983–1984 : Le Renard (série télévisée) - 1983 : Der Trauschein (de) (TV) - 1983 : Die Geschwister Oppermann (TV) - 1983 : Kontakt bitte… (TV) - 1983 : Quatre espions dans la place (Satan ist auf Gottes Seite) (TV) - 1984 : Abwärts - 1984 : Das Geschenk (TV) - 1984 : Morgen in Alabama de Norbert Kückelmann - 1984 : Les Aventures du jeune Patrick Pacard - 1984 : Turf (série télévisée) - 1985 : Der Schiedsrichter (TV) - 1985 : Didi und die Rache der Enterbten (de) - 1985–1986 : La Clinique de la Forêt-Noire (série télévisée) - 1985 : Grenzenloses Himmelblau (TV) - 1985 : In Amt und Würden (TV) - 1986 : Zieh den Stecker raus, das Wasser kocht (TV) |

## Source de la traduction
- (de) Cet article est partiellement ou en totalité issu de l’article de Wikipédia en allemand intitulé « Wolfgang Kieling » (voir la liste des auteurs).